# 安徽城市管理职业学院
安徽城市管理职业学院（英文：ANHUI VOCATIONAL COLLEGE OF CITY MANAGEMENT，简称：安城院），是一所位于中华人民共和国安徽省合肥市的普通高等学校，隶属于中共安徽省直属机关工作委员会，业务接受安徽省教育厅领导。

## 校史沿革
学校前身为1981年成立的安徽省直机关业余大学，1988年更名为安徽省直职工大学，2003年转制成为全日制普通高等职业学院。2016年11月，学校与微软公司签约合作成立“微软创新学院”，为华东地区首个“微软创新学校”。

## 基本概况
学校现有教职工350余人，在校学生逾万人。校园总面积563亩，建筑面积25万平方米。图书馆藏书60万册。

## 学院设置
根据学校官网显示，截至2017年底该校共设有11个二级学院：
- 财务金融学院
- 城市建设学院
- 学前教育学院
- 轨道交通学院
- 商贸管理学院
- 健康养老学院
- 信息技术学院
- 思政教研部（马克思主义学院）
- 公共教学部
- 中专教学部
- 继续教育中心

## 校徽标识

安徽城市管理职业学院校徽

安徽城市管理职业学院校徽主体由金色麦穗，红色圆形，汉字“城市”及英文“College”构成。
金色麦穗象征丰收，寓意为学校培养学生的累累硕果；
红色圆形象征太阳，表达富有生命力和朝气之寓意；
“城市”二字体现学校校名中的城市二字，同时表达学校服务城市发展和建设的办学特色；
校徽底部的1981为建校年份。